# Montmeyran
Montmeyran ist eine französische Gemeinde mit 2964 Einwohnern (Stand 1. Januar 2022) im Département Drôme in der Region Auvergne-Rhône-Alpes. Sie gehört zum Arrondissement Valence und zum Kanton Crest.

## Geographie
Die Gemeinde liegt rund 13 Kilometer südöstlich von Valence im Rhonetal. Nachbargemeinden sind Beaumont-lès-Valence im Norden, Montvendre im Nordosten, La Baume-Cornillane im Osten, Ourches im Südosten, Upie im Süden, Montoison im Südwesten, Étoile-sur-Rhône im Westen und Montéléger im Nordwesten.

## Bevölkerungsentwicklung
| Jahr                       | 1968 | 1975 | 1982 | 1990 | 1999 | 2006 | 2013 |
| Einwohner                  | 1433 | 1550 | 2008 | 2360 | 2680 | 2762 | 2872 |
| Quellen: Cassini und INSEE |      |      |      |      |      |      |      |

## Gemeindepartnerschaft
- Groß-Bieberau, Deutschland